# Lambert Massart
Lambert Massart (Lieja, Bèlgica, 19 de juliol de 1811 - París, 13 de febrer de 1891) fou músic i professor de violí belga.
Fou deixeble de Kreutzer, i des de 1843 professor de violí al Conservatoire de Paris on va tenir alumnes com Pier Adolfo Tirindelli, Franz Ries, Martin Pierre Marsick, Heinrich Gotllieb Noren, Wienawski, Marsick, Alessandro Luigini, František Ondříček i d'altres. La seva esposa Louise Aglae Masson (1827-1887), fou una pianista excel·lent i nomenada professora el 1875 del Conservatori per a substituir a Farrenc.